# Miguel Torres Morales
Miguel Ángel Torres Morales (Lima, 18 de febrero de 1980), conocido popularmente como Miki Torres, es un abogado y catedrático peruano. Fue congresista de la república, por Fuerza Popular, en el período 2016-2020.

## Biografía
Miguel Torres nació en Lima en 1980. Es el menor de cinco hijos del matrimonio entre Carlos Torres y Torres Lara y Silvia Morales.
Realizó sus estudios escolares en el Colegio Sagrados Corazones Recoleta de la ciudad de Lima, donde fue compañero de clases de Kenji Fujimori, hijo del expresidente Alberto Fujimori. Estudió Derecho en la Universidad de Lima, en la cual obtuvo el título de abogado.

## Carrera
Luego de terminar sus estudios superiores en el año 2003, se unió a su familia como socio principal del estudio de abogados Torres y Torres Lara & Asociados. Durante su tiempo en el estudio, fue miembro del Área Tributaria y Comercial. A la cual renunció en el 2016 para poder postular al Congreso de la República.
Luego de obtener su título de abogado, empezó a enseñar en la Universidad de Lima como profesor titular. En la cátedra de Impuesto a la Renta de la Facultad de Derecho. Asimismo se convirtió en asesor del Círculo de Derecho Tributario de los alumnos y hace un tiempo, enseña cursos generales de derecho en la Universidad San Ignacio de Loyola y es un miembro activo de la Escuela Naranja
.

## Actividad política
Miguel Torres es miembro del partido político Fuerza Popular.
En las elecciones municipales del año 2014, fue el candidato  del distrito de Santiago de Surco en Lima Metropolitana. En las cuales Roberto Hipólito Gómez Baca de Somos Perú consiguió la reelección.
En las elecciones generales del 2016, fue candidato al Congreso de la República por el departamento de Lima. Mantuvo una campaña activa durante todo el proceso electoral: lo cual le ayudó a ser elegido como uno de los quince congresistas de su partido. En el departamento de Lima por cierta parte de la población.

## Controversias
En las elecciones municipales del 2014, fue acusado, a través de un tuit, de regalar vales de pollo a la brasa pertenecientes a la cadena Pardos Chicken para obtener votos. Esto causó gran polémica, atención mediática y críticas dirigidas a su campaña, su partido político y a la cadena Pardos Chicken por prestar sus productos. Esta misma luego explicó no tener preferencia con ningún partido político. Por su parte, Miki emitió un comunicado, a través de su página oficial de Facebook, explicando el malentendido. Asimismo brindó entrevistas en diferentes medios de comunicación, negando que el vale era una estrategia para comprar votos de los jóvenes. Sino parte de un premio obtenido luego de aceptar participar en la MikiTrivia. Un juego que consistía en responder una serie de preguntas sobre conocimiento general del distrito.
Durante la campaña general del 2016, se evidenció que el Estudio Torres y Torres Lara, Silvia Morales y él (Miki), quien era candidato al Congreso en ese entonces; habían aportado un total de 156 141 soles para la postulación de la candidata Keiko Fujimori. Llevaron a muchos a concluir que el aporte daría preferencias al candidato dentro del partido político. Se supo también que Silvia Morales, su madre, había aportado 46 000 soles extras para su candidatura al Congreso. El aporte total fue uno de los más altos que recibió la postulante presidencial del fujimorismo.
El suspendido juez supremo, César Hinostroza, aseveró que el término «señora K», que menciona en una comunicación telefónica el empresario Antonio Camayo, era el congresista de Fuerza Popular Miguel Torres. Más conocido como «Miki» Torres.

## Vida privada
Es amigo cercano de los hermanos Kenji y Keiko Fujimori; el primero fue su compañero de promoción en el Colegio Sagrados Corazones Recoleta.